# Ana de França
Ana de França ou Ana de Beaujou (em francês:  Anne de France; Genappe, 3 de abril de 1461  — Chantelle, 14 de novembro de 1522), foi princesa da França como filha do rei Luís XI e da rainha Carlota de Saboia. Ela foi duquesa de Bourbon de 1488 a 1503, como esposa de Pedro II, Duque de Bourbon. Ana foi a regente do seu irmão, Carlos VII de 1483 a 1491. Ela foi uma das mulheres mais poderosas da Europa no final do século XV, sendo conhecida como "Madame la Grande". Ela também atuou como regente da filha, Susana de Bourbon, de 1503 a 1521.

## Início de vida
Ana nasceu no Castelo de Genappe, em Brabante, em 3 de abril de 1461, a filha mais velha sobrevivente do rei Luís XI de França e Carlota de Saboia. Seu irmão, Carlos, mais tarde sucederia seu pai como Carlos VIII de França. Sua irmã mais nova, Joana, tornou-se, por um breve período, uma rainha consorte da França como a primeira esposa de Luís XII.

## Casamento
Ana foi prometida originalmente a Nicolau I da Lorena e foi criada Viscondessa de Thouars em 1468, em antecipação ao casamento. No entanto, Nicolas rompeu o compromisso a fim de perseguir Maria, Duquesa da Borgonha, e morreu inesperadamente em 1473, levando Luís a retomar o feudo. Nesse mesmo ano, em 3 de novembro, Ana casou-se com Pedro II, Duque de Bourbon e assumiu o governo dos Beaujolais ao mesmo tempo que o seu marido recebeu o título de "Senhor de Beaujeu" por seu irmão, o duque de Bourbon. Ana tinha apenas doze anos na época.

## Regência na França

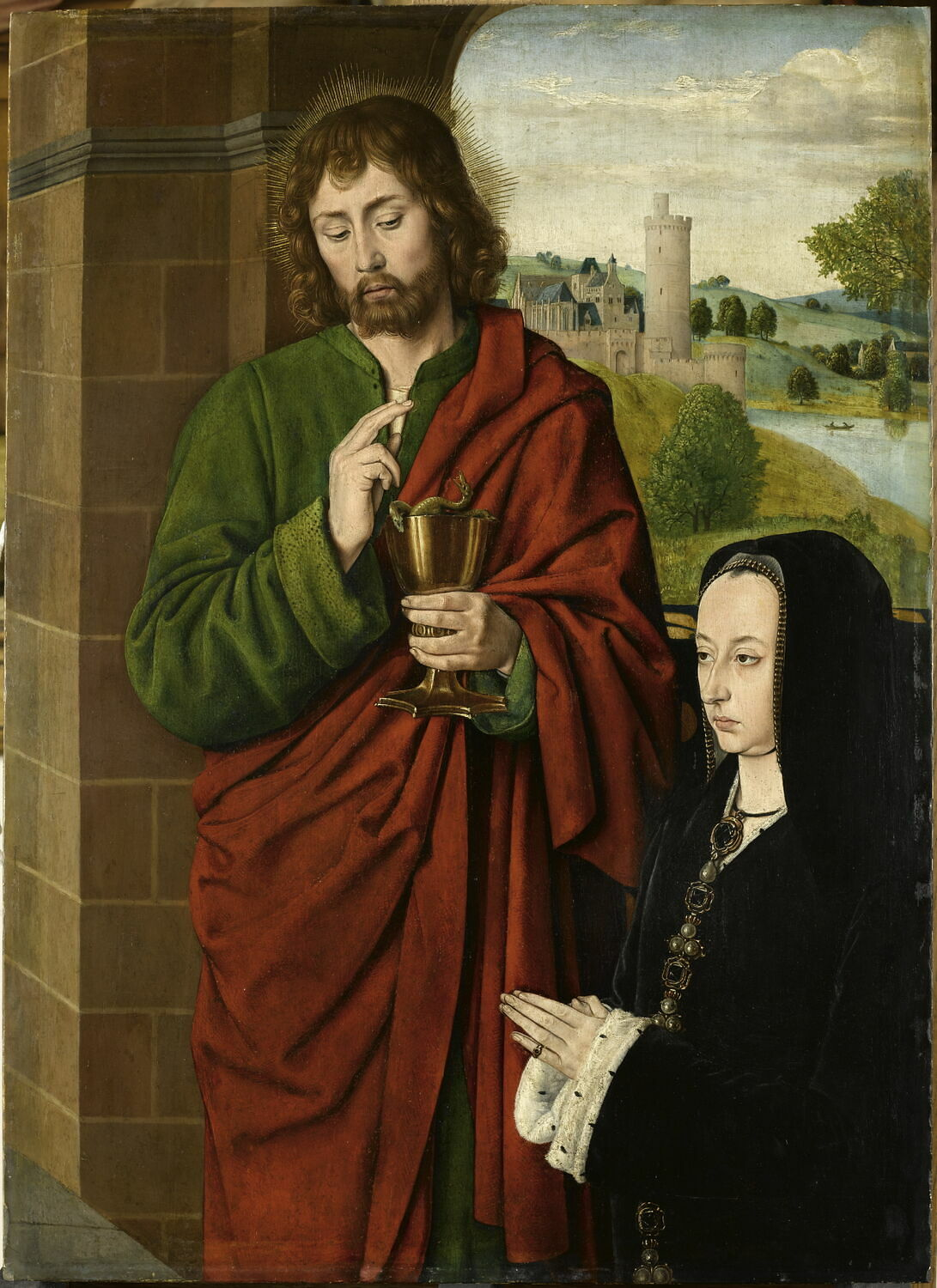
Representação de Ana e São João Evangelista

Durante a menoridade do irmão de Ana, Carlos VIII de França, Pedro e Ana mantiveram a regência da França. Essa regência durou de 1483 a 1491. A regência de Ana superou muitas dificuldades, incluindo inquietação entre os magnatas que sofreram sob a opressão de Luís XI. Juntos, Pedro e Ana mantiveram a autoridade real e a unidade do reino contra o partido de Orleães, que estava em revolta aberta durante a "Guerra Louca", que durou de 1483 a 1488. Foram feitas concessões, muitas das quais sacrificaram os favoritos de Luís, e a terra foi restaurada para muitos dos nobres hostis, incluindo o futuro Luís XII de França, então Duque de Orleães. Luís tentou obter a regência, mas o Estado Geral ficou do lado dela.
Como regente da França, Ana era uma das mulheres mais poderosas do final do século XV, e era chamada de "Madame la Grande". Além de ter uma personalidade forte e formidável, Ana era extremamente inteligente, perspicaz e enérgica. Seu pai a chamou de "a mulher menos tola da França". Ana tinha cabelos escuros, testa alta, pico de viúva e sobrancelhas bem arqueadas. Ela foi descrita como tendo olhos castanhos claros, direto no olhar deles; nariz afiado e arrogante, lábios finos, mãos finas e ela "se mantinha ereta como uma lança".
Ana foi responsável por abrigar e educar muitos dos filhos da aristocracia, incluindo Diana de Poitiers (futura amante do rei Henrique II de França) e Luísa de Saboia. Ela é creditada por instruir esses jovens com as novas maneiras "refinadas", como não usar os dedos para limpar o nariz, mas com um "pedaço de tecido". Luísa de Saboia atuaria como regente várias vezes quando seu filho, Francisco I, fosse rei. Ao ser criada por Ana, ela pôde aprender sobre a França e seu governo de perto. Ana também supervisionou a tutela de Margarida da Áustria, que havia sido planejada como uma noiva para o irmão de Ana, Carlos. Margarida se tornaria mais tarde Governadora dos Países Baixos.
Ela apoiou Henrique Tudor contra seu rival, o rei Ricardo III de Inglaterra, quando ele procurou sua ajuda para expulsar Ricardo, considerado por muitos como um usurpador. Ana forneceu tropas francesas para a invasão de 1485, que culminou na Batalha de Bosworth em 22 de agosto, onde Henrique emergiu o vencedor, subindo ao trono como Henrique VII.

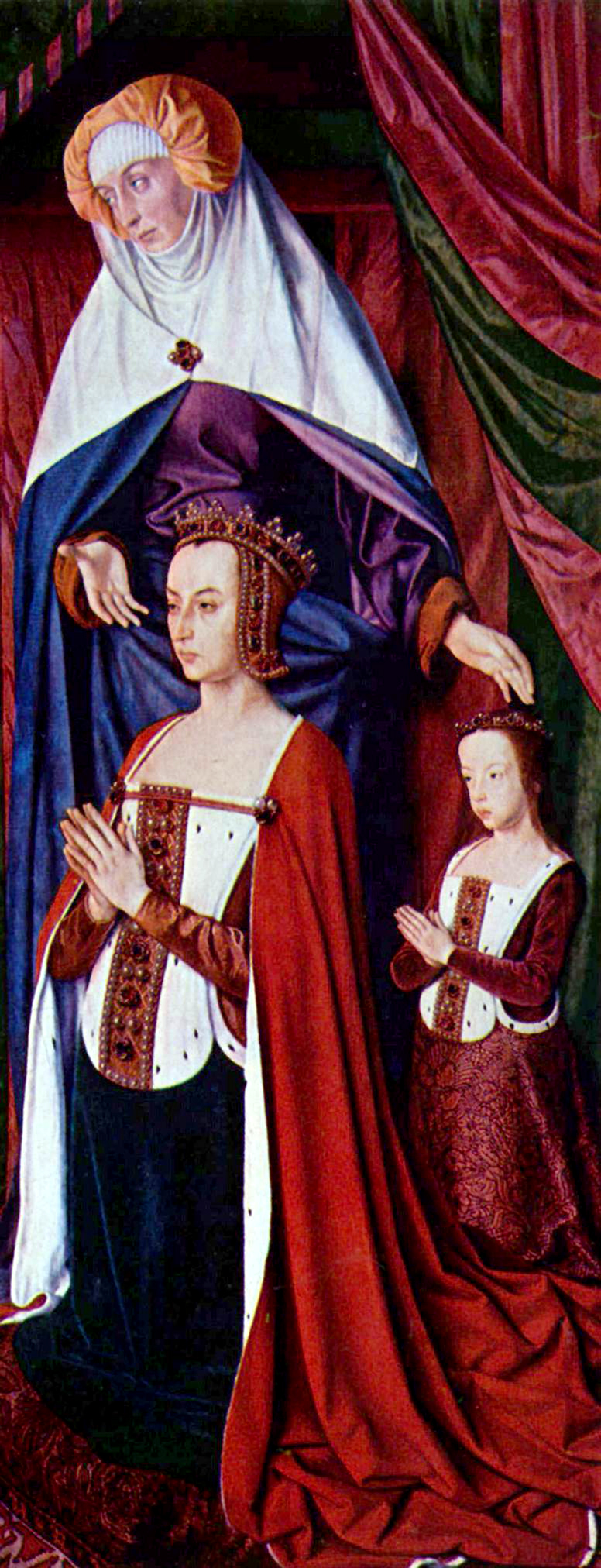
Tríptico que descreve Santa Ana apresentando Ana e sua filha Susana.

Ana fez o tratado final que terminou a Guerra dos Cem Anos, o Tratado de Étaples e, em 1491 (apesar da oposição austríaca e inglesa), arranjou o casamento de seu irmão Carlos com Ana, Duquesa da Bretanha, para anexar a Bretanha para a coroa francesa. Quando Carlos terminou a regência em 1491, Ana e Pedro foram vítimas da ira da nova rainha, cuja independência do ducado havia sido comprometida.

## Regência em Bourbon
Ana e Pedro produziram apenas um filho sobrevivente, Susana, nascida em 10 de maio de 1491. Ana teve uma gravidez anterior em 1476, mas havia relatos contraditórios sobre isso: alguns disseram que o bebê foi abortado ou natimorto, mas outros relataram que um filho vivo filho nasceu, Carlos, chamado Conde de Clermont em 1488, como era habitual para o herdeiro do Ducado de Bourbon, que morreu aos 22 anos em 1498 e foi enterrado na Abadia de Souvigny, Auvergne.
Susana sucedeu seu pai como suo jure Duquesa de Bourbon em sua morte em 1503. Ana, no entanto, sempre foi o membro mais dominante em seu casamento e permaneceu a administradora das terras de Bourbon após sua morte, protegendo-as da invasão real.
Em 1505, Ana providenciou para Susana se casar com outro príncipe Bourbon, Carlos de Montpensier, que se tornou Carlos III, Duque de Bourbon.
Sua filha e genro, no entanto, não produziram filhos sobreviventes, e Susana morreu antes da mãe. Quando a própria Ana morreu em 1522, sua própria linhagem e a de seu pai foram extintas. Ana de Laval, descendente da tia de Ana, Iolanda da França, era considerada sua herdeira.

## Escritos
Ana escreveu um livro de instruções para a filha. É chamado de "Lições para minha filha". Nele, aconselha a filha a se cercar de pessoas frugais e que a verdadeira nobreza vem de ser humilde, benigna e cortês. Na ausência dessas, outras virtudes não valem nada.